# Tepoztlán
Tepoztlán est une municipalité mexicaine située dans une zone montagneuse de l'État de Morelos.
Sa capitale est une petite ville éponyme d'environ 30 000 habitants située à 70 km de Mexico, à 20 km de Cuernavaca, à 300 kmd'Acapulco et à 150 km de Puebla.
Elle attire un grand nombre de touristes en raison de son marché, de la pyramide précolombienne d'El Tepozteco, qui domine la ville, et du couvent de San Juan Bautista (ajouté par l'UNESCO en 1996 à la liste du patrimoine mondial).

## Histoire

### Époque préhispanique
Des recherches archéologiques menées sous la direction de Giselle Canto sur 20 sites de la municipalité de Tepoztlán, dont El Tepozteco, ont permis de mettre au jour des restes de céramique, de squelettes humains et d'habitations dont la datation a été évaluée entre 1500 et 1200 av. J.-C. Ces découvertes n'ont pas encore permis d'identifier les groupes culturels auxquels appartenaient les premiers résidents de la zone avant que ne s'y installent des Xochimilcas.

## Géographie

### Quartiers de la ville de Tepoztlán
Barrio de San Miguel, Barrio de San Sebastián, Barrio de los Reyes, Barrio de San Pedro, Barrio de Santa Cruz, Barrio de la Santísima Trinidad, Barrio de Santo Domingo, Barrio de San José

### Villages de la municipalité de Tepoztlán
San Juan Tlacotenco, Santo Domingo Ocotitlán, Amatlán de Quetzalcóatl, Ixcatepec, San Andrés de la Cal, Santiago Tepetlapa, Santa Catarina Tierra Blanca, Huilotepec, Santa Cecilia, Colonia Navidad, El Tesoro, Ocotes, Palo Azul,

## Carnaval de Tepoztlán
Du 22 au 24 février se déroule un carnaval à Tepoztlán avec le ¨brinco de los chinelos¨, c'est une danse de gens masqués avec chacun un costume différent.

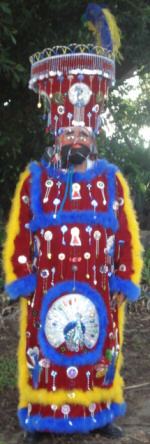
Un chinelo